# Nicolaj Kopernikus
|  | Denne artikel omhandler en dansk skuespiller, for astronomen med samme navn, se Nicolaus Kopernikus |
Nicolaj Kopernikus (er kunstnernavn for Nicolaj Christiansen 9. august 1967 i Glostrup) er en dansk skuespiller.
Han blev student fra Odsherreds Gymnasium i Asnæs. Han er uddannet på Odense Teater i 1994.
Han fik sit gennembrud i Jonas Elmers film Let's get lost. Han har medvirket i tv-serien Charlot og Charlotte.

## Priser
Nicolaj Kopernikus modtog en Bodil i 2001 for bedste birolle i Bænken.
Han er nok mest kendt som Vagn Skærbæk fra Forbrydelsen; en præstation han i december 2007 fik Ove Sprogøe Prisen overrakt for.

## Øvrige aktiviteter
Han har desuden været med i panelet i radioprogrammet Mads og monopolet.
I 2021 var han deltager i tv-showet Hvem holder masken?

## Privat
Han var i 24 år gift med Birgitte Næss-Schmidt, men parret blev skilt i 2020; parret har tre børn. Sønnen Louis Næss-Schmidt (født 23. juni 2007) arbejder også som skuespiller og har lagt stemme til tegnefilm (bl.a. Ternet Ninja 2) og spillet Svend Windfeld i serien Carmen Curlers m.m.
Nikolaj Kopernikus danner nu par med Sara Maria Franch-Mærkedahl.

## Filmografi

### Film
| År   | Titel                           | Rolle                               | Noter                           |
| ---- | ------------------------------- | ----------------------------------- | ------------------------------- |
| 1997 | Let's get lost                  | Steffen                             |                                 |
| 1998 | Den blå munk                    | Ung mand                            |                                 |
| 2000 | Bænken                          | Stig                                | Bodil i 2001 for bedste birolle |
| 2000 | Juliane                         | La Gardi, Varietedirektør           |                                 |
| 2000 | Max                             | Johnny, Rent-a-family               |                                 |
| 2000 | Fruen på Hamre                  | Martin, Grethes mand                |                                 |
| 2001 | Flyvende farmor                 | flyveleder, Evas far                |                                 |
| 2001 | Grev Axel                       | William, gøgler                     |                                 |
| 2001 | Monas Verden                    | bankassistent                       |                                 |
| 2002 | Hvor svært kan det være         | Niels Bang Thomsen, Louises kæreste |                                 |
| 2002 | Okay                            | Martin, Netes bror                  |                                 |
| 2003 | Se dagens lys                   | -                                   |                                 |
| 2004 | Kongekabale                     | Søren Agergaard                     |                                 |
| 2004 | Forbrydelser                    | Henrik                              |                                 |
| 2004 | Villa Paranoia                  | Thomas                              |                                 |
| 2005 | Opbrud                          | brofunktionær                       |                                 |
| 2005 | Voksne mennesker                | Teis                                |                                 |
| 2006 | Lotto                           | Henrik                              |                                 |
| 2006 | Sprængfarlig bombe              | Jan Godtfredsen                     |                                 |
| 2007 | Hjemve                          | -                                   |                                 |
| 2007 | Til døden os skiller            | Rudy                                |                                 |
| 2007 | De fortabte sjæles Ø            | Richard                             |                                 |
| 2010 | Olsen-banden på de bonede gulve | Benny Frandsen                      | stemme                          |
| 2011 | Klassefesten                    | Niels, kaldet Niller                |                                 |
| 2012 | Viceværten                      | Viborg                              |                                 |
| 2014 | Klassefesten 2                  | Niels, kaldet Niller                |                                 |
| 2016 | Klassefesten 3 - Dåben          | Niels, kaldet Niller                |                                 |
| 2017 | Den lille vampyr                | Rolf                                | dansk stemme                    |

### Tv-serier
| År   | Titel                      | Rolle            | Noter                                       |
| ---- | -------------------------- | ---------------- | ------------------------------------------- |
| 1996 | Charlot og Charlotte       | Thomas           |                                             |
| 1997 | Den hemmelige tunnel       | Nisse Bizze      | julekalender                                |
| 2003 | Rejseholdet                | Viggo            | afsnit 28: Assistancemelding A-17/01 (2002) |
| 2007 | Forbrydelsen               | Vagn Skærbæk     |                                             |
| 2013 | Tvillingerne og Julemanden | Dr. Schwartz     | julekalender                                |
| 2018 | Advokaten                  | Svend-Erik Wisén |                                             |
| 2020 | Hvor ligger Løkken?        | Henrik           |                                             |